# Dani (football, 1982)
Pour les articles homonymes, voir Dani.
Daniel Ricardo da Silva Soares, plus connu sous le nom de Dani, est un footballeur portugais né le 30 janvier 1982 à Felgueiras. Il évolue au poste de milieu de terrain.

## Biographie
Dani commence sa carrière au FC Vizela, son club formateur.
En 2006, il est transféré au Paços de Ferreira, club avec lequel il découvre la 1re division portugaise.
En 2007, il quitte son pays natal et s'engage en faveur du club roumain du CFR 1907 Cluj.Dans ce club, il est sacré Champion de Roumanie à deux reprises : en 2008 et en 2010.
En 2010, Dani rejoint le championnat grec et l'équipe de l'Iraklis Thessalonique. Il y reste seulement une saison avant de rejoindre un autre club grec, Skoda Xanthi.
Après trois années passées en Grèce, Dani retourne jouer au Portugal. Il rejoint en 2013 le Vitória FC.

## Palmarès
- Champion de Roumanie en 2008 et 2010 avec le CFR Cluj
- Vainqueur de la Coupe de Roumanie en 2008, 2009 et 2010 avec le CFR Cluj
- Vainqueur de la Supercoupe de Roumanie en 2009 et 2010 avec le CFR Cluj

## Statistiques
À l'issue de la saison 2009-2010
- 14 matchs et 0 but en 1re division portugaise.
- 26 matchs et 0 but en 2e division portugaise.
- 95 matchs et 2 buts en 1re division roumaine.